# Der Rattenfänger (2023)
Der Rattenfänger (Originaltitel: The Rat Catcher) ist ein Kurzfilm von Wes Anderson aus dem Jahr 2023 und gehört zu einer Sammlung von Roald Dahl Kurzgeschichten-Adaptionen, die im selben Jahr auf Netflix veröffentlicht wurden. Die Premiere des Films fand am 29. September 2023 statt. Der Film spielt in einem englischen Dorf, in dem ein Reporter und ein Mechaniker einem professionellen Rattenfänger zuhören, der seinen klugen Plan erläutert, wie er seine Beute überlisten will.

## Handlung
Der Kurzfilm beginnt mit einem Redakteur, der von Richard Ayoade gespielt wird, welcher die Rolle des Erzählers einnimmt. Ein Rattenfänger, gespielt von Ralph Fiennes, wird beauftragt, einen lokalen Heuhaufen von einer Rattenplage zu befreien. Im Laufe des Films setzt der Rattenfänger eine Methode ein, bei der er zuerst unvergiftete Haferflocken um den Heuhaufen herum auslegt, um das Vertrauen der Ratten zu gewinnen, und daraufhin vergifteten Hafer auslegt, um sie auszulöschen. Zu seiner Überraschung und Verlegenheit stellen er und die Dorfbewohner fest, dass die Ratten den vergifteten Hafer nicht gefressen haben und die Nacht überlebt haben.
Der Rattenfänger ist sichtlich beschämt. In dem Bemühen, seinen Ruf wiederherzustellen, zieht er eine große lebendige Ratte und ein lebendiges Frettchen aus seiner Jackentasche. Nacheinander lässt er zunächst die Ratte und danach das Frettchen an seinem Hals vorbei in sein Hemd gleiten. Nach wenigen Sekunden zieht er die tote Ratte und das Frettchen aus seinem Hemd heraus.
Daraufhin schlägt der Rattenfänger eine Wette vor. Er bindet eine Ratte auf der Oberfläche einer Zapfsäule an der Tankstelle fest und behauptet, die Ratte töten zu können, ohne seine Hände oder Füße zu benutzen. Langsam bewegt sich der Rattenfänger auf die Ratte zu, bis er ihr schließlich den Kopf abbeißt. Die Dorfbewohner sind sichtlich abgeschreckt. Als der Rattenfänger merkt, dass er sein Publikum verloren hat, verlässt er das Dorf.

## Besetzung
Am 19. Mai enthüllte Rupert Friend in einem Variety-Interview, dass er Teil eines kleinen Teams aus Schauspielern ist, welches Drehbuchautor und Regisseur Wes Anderson für seine Roald-Dahl-Adaptionen zusammengestellt hatte. Neben Friend selbst gehören auch Ralph Fiennes, Ben Kingsley, Benedict Cumberbatch, Dev Patel und Richard Ayoade zu der ausgewählten Gruppe. Friend erzählte, dass alle Schauspieler in etwa jeweils zwei der vier Geschichten mitspielen. Für seine gleichnamige Adaption der Kurzgeschichte Der Rattenfänger (Originaltitel: The Ratcatcher) besetzte Anderson Richard Ayoade, Ralph Fiennes und Rupert Friend.

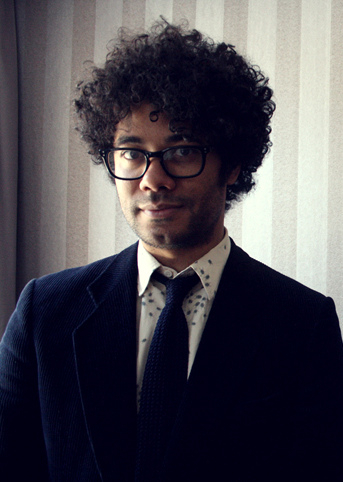
Richard Ayoade spielt den Nachrichten-Redakteur
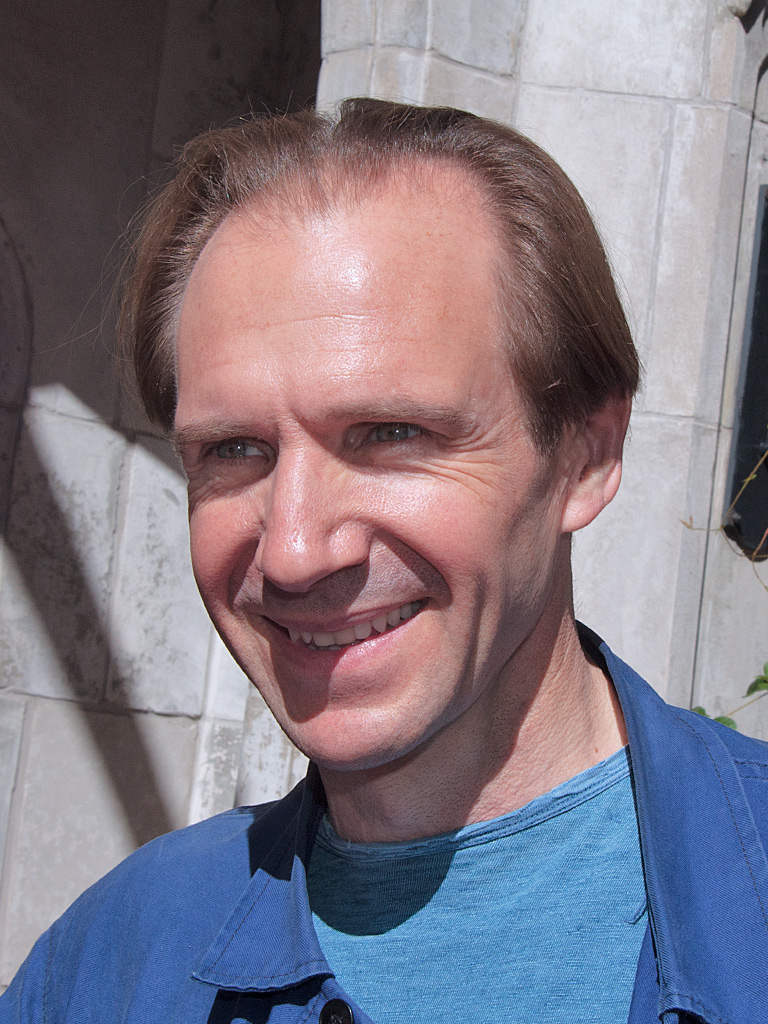
Ralph Fiennes spielt den Rattenfänger
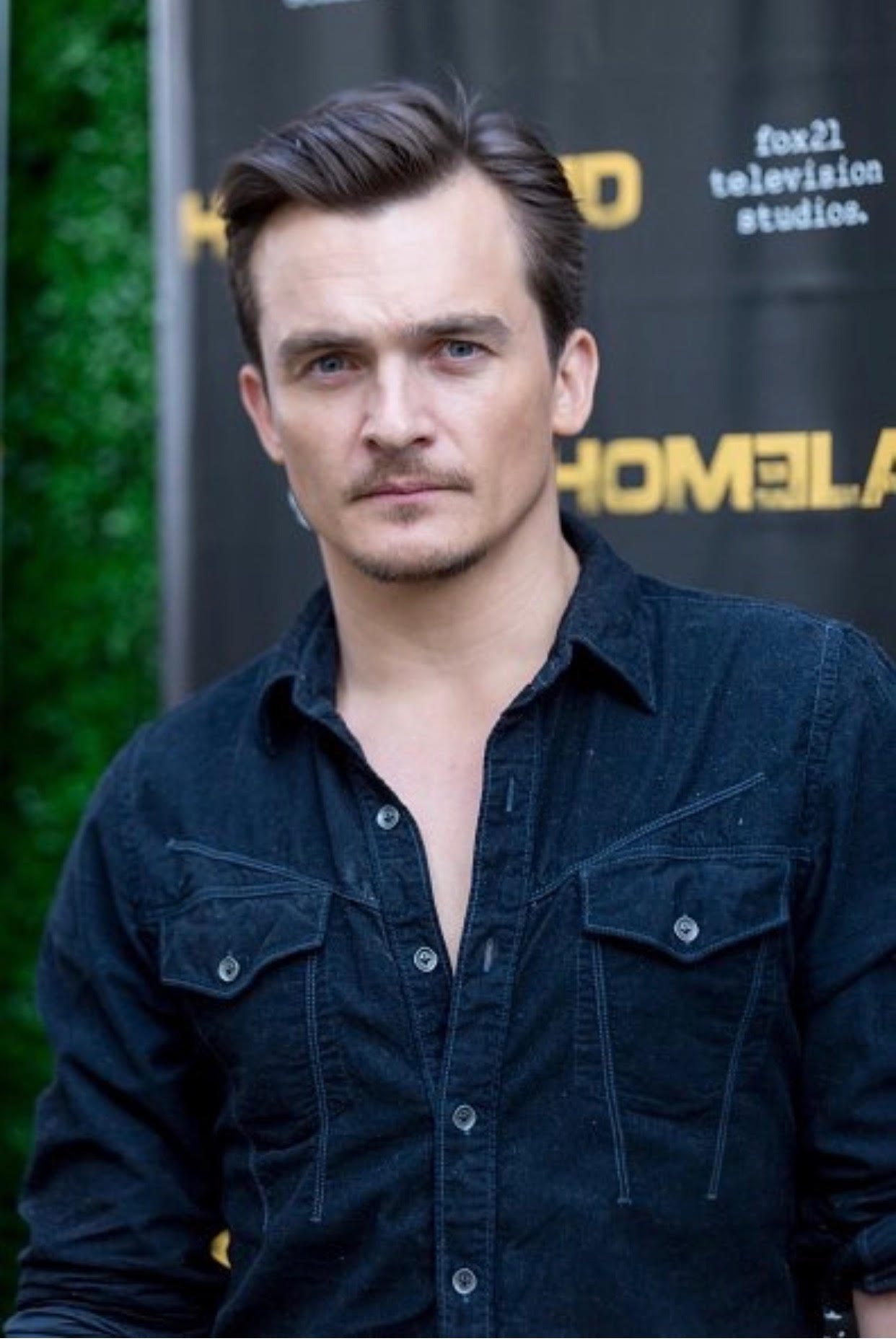
Rupert Friend spielt Claud

## Veröffentlichung und Rezeption
Der Rattenfänger wurde am 29. September 2023 auf Netflix veröffentlicht.
Auf der Website Internet Movie Database erhielt der Film bei Nutzern eine durchschnittliche Bewertung von 6,6 von 10 möglichen Punkten. Bei Kritikern auf der Website Rotten Tomatoes bekam der Film eine Zustimmungsrate von 100 % bei insgesamt 6 Bewertungen.